# AVLIS
AVLIS es un acrónimo de la expresión inglesa “Atomic Vapor Laser Isotope Separation” (separación de isótopos de vapor atómico por láser) y es un método por el que se utilizan unos láseres sintonizados especialmente para separar isótopos de uranio utilizando la ionización selectiva de transiciones hiperfinas.
En la mayor transferencia de tecnología en la historia del gobierno de los Estados Unidos, en 1994 el proceso AVLIS fue transferido a la United States Enrichment Corporation para su comercialización. No obstante, el 9 de junio de 1999 después de una inversión de $100 millones, la USEC canceló su programa AVLIS.
El proceso AVLIS proporciona una eficiencia de alta potencia comparable con la del gas centrifugado, alto factor de separación y bajo volumen de residuos nucleares.
AVLIS sigue siendo objeto de desarrollo. El programa en Irán es especialmente preocupante.
Una tecnología similar, utilizando moléculas en lugar de átomos es la separación de isótopos molecular por láser, en inglés, “molecular laser isotope separation”, MLIS.

## Principio
Las líneas de absorción del 235Uranio y del 238U difieren muy ligeramente en alrededor de 1 ppm. AVLIS utiliza láser de tinción sintonizables, que pueden sintonizarse muy exactamente, de modo que solo el 235U absorba los fotones y de modo selectivo alcanza la excitación y posteriormente la fotoionización. Los iones son entonces deflectados electrostáticamente a un colector, mientras que el no deseado uranio-238 no lo hace.
El sistema AVLIS está compuesto de un vaporizador y un colector, que configuran el sistema de separación, y un sistema de láser. El vaporizador genera corrientes de uranio puro gaseoso. 
El láser es un láser de tinción de pulsación en dos etapas sintonizable normalmente bombeado por un láser de vapor de cobre; el oscilador maestro es de baja energía pero de alta precisión, y su potencia se incrementa mediante un láser de tinción amplificador que actúa como un amplificador óptico. Se utilizan tres frecuencias ("colores") de láser para la completa ionización del uranio-235. 